# Dummytank

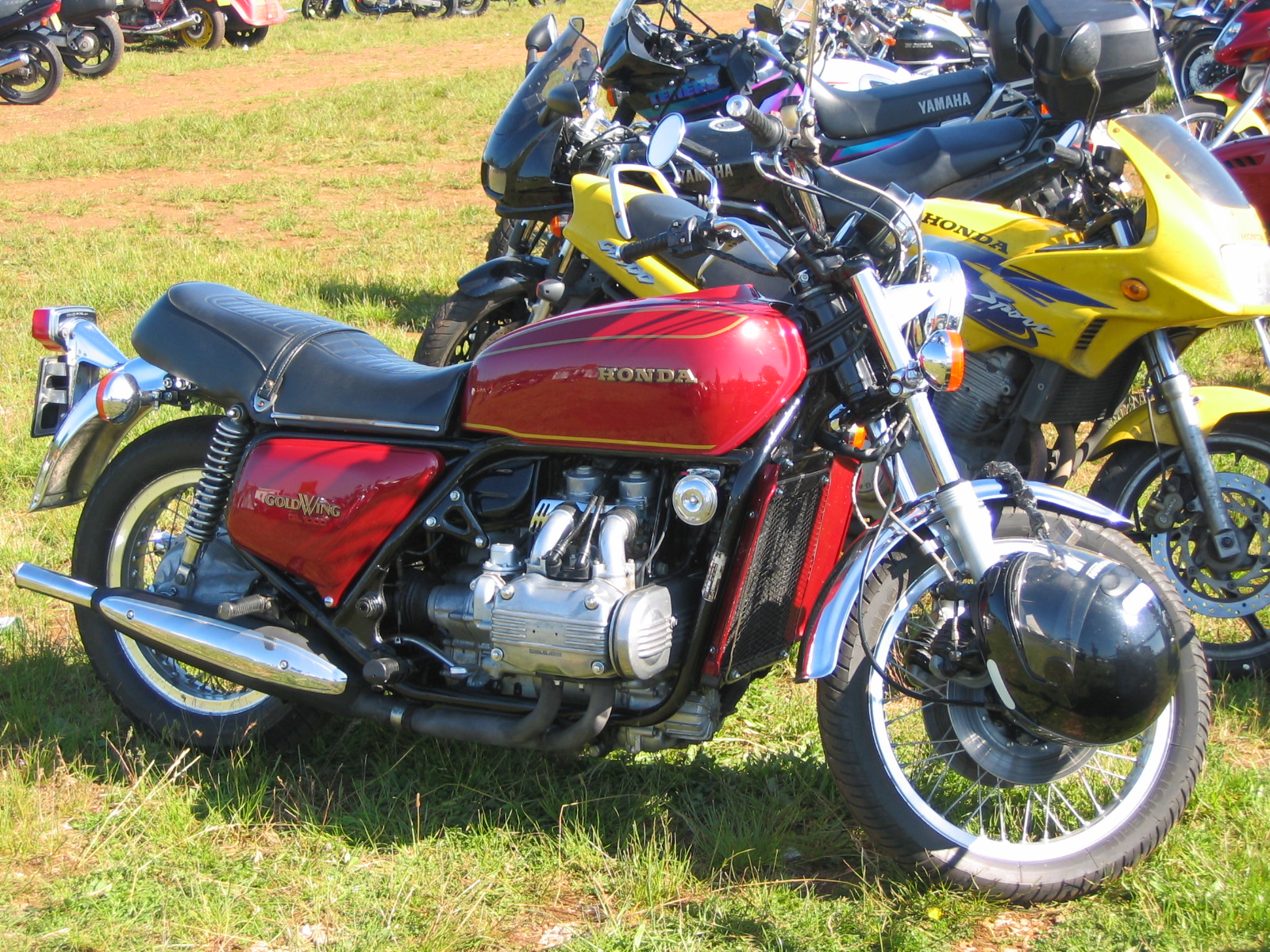
Op het oog heeft de Honda GL 1000 Goldwing een normale tank, maar deze huisvest boordgereedschap, zekeringen en zelfs een losse kickstarter. De benzinevoorraad zit grotendeels onder het zadel

Een Dummytank is een namaak-brandstoftank van een motorfiets.
De echte tank zit op een andere plaats dan het uiterlijk van de motor doet vermoeden. Dit wordt tegenwoordig veel toegepast middel om enerzijds het zwaartepunt te verlagen, anderzijds het luchtfilterhuis boven de cilinderkop te kunnen plaatsen. De eerste bekende machine met een dummytank was de Moto Guzzi 500 cc wegracer uit 1952, waarbij verschillende tanks in de kuip verwerkt zaten. Een van de eerste toermachines met een dummytank was de Honda Goldwing.